# Merrill Moore
Pour l’article homonyme, voir Moore.
Merrill Everett Moore (né le 26 septembre 1923 à Algona, Iowa et mort le 14 juin 2000 à San Diego, Californie) est un chanteur, pianiste et compositeur de musique country et de rhythm and blues américain. Il est l'un des précurseurs du rock 'n' roll et du rockabilly.

## Biographie
Merrill Moore apprit le piano dès l'âge de sept ans et découvrit le boogie woogie au lycée. Il s'engagea dans l'armée pendant la Seconde Guerre mondiale, puis joua avec divers groupes locaux à son retour. Il forma sa propre formation en 1950 : The Saddle, Rock & Rhythm Boys, qui jouait un mélange de country western et de boogie. Il fut engagé par Capitol Records en 1952 où il grava plusieurs disques jusqu'en 1958, parmi lesquels Fly Right Boogie, Buttermilk Baby et Rock-Rockola. Mais ce furent ses reprises qui se vendirent le plus : The House Of Blue Lights, Down the Road a Piece et Red Light. Mais, étiquetés « country & western », ses disques ne rencontrèrent qu'un succès d'estime. Lâché par Capitol, il n'enregistra plus jusqu'en 1969, année où sorti son premier album chez BMG en Grande-Bretagne.
Moore a joué régulièrement dans l'émission de télévision Hometown Jamboree de Cliffie Stone et a également travaillé comme pianiste de session, apparaissant sur des disques de Tommy Sands (Teenage Crush), Johnny Cash, Faron Young et Sonny James, entre autres. 
Selon Steve Huey, le style unique de Moore fusionne le Western Swing, le boogie-woogie et le rhythm and blues des débuts dans un melting-pot que de nombreux critiques ont estimé avoir une influence notable sur le rockabilly, particulièrement sur Jerry Lee Lewis. Il est mort des suites d'un cancer à 76 ans.

## Citation
« Du rockabilly, on en faisait bien avant que j'entende parler de Bill Haley. Je n'ai connu ce gars-là que plus tard. Mais on jouait déjà ça en 1948 ».